# 神戸市医師会看護専門学校
神戸市医師会看護専門学校（こうべしいしかいかんごせんもんがっこう）は、兵庫県神戸市西区に所在する看護専門学校。一般社団法人神戸市医師会が運営している。

## 概要
- 看護専門課程[1]（1学年の定員70名）

## 沿革
- 1953年（昭和28年） - 神戸市生田区楠町に兵庫県医師会神戸准看護婦学校として設立
- 1966年（昭和41年） - 神戸市医師会准看護婦学校と改称
- 1972年（昭和47年） - 神戸市生田区山本通に校舎を移転
- 1994年（平成6年） 　 - 神戸市医師会准看護婦学校を神戸市医師会看護専門学校に統廃合し、第1看護学科・第2看護学科・准看護科の3課程を設置
- 2006年（平成18年） - 准看護科閉科
- 2014年（平成26年） - 第2看護学科募集停止
- 2015年（平成27年） - 第1看護学科を定員70名に変更
- 2017年（平成29年） - 第2看護学科閉科

## 交通アクセス
- 神戸市営地下鉄西神・山手線「学園都市駅」より徒歩10分
- 神戸市営地下鉄西神・山手線「伊川谷駅」より徒歩10分